# Брюне, Анн-Франс
Анн-Франс Брюне (фр. Anne-France Brunet) — французский политик, депутат Национального собрания Франции.

## Биография
Анн-Франс Брюне родилась 12 июня 1962 в пригороде Парижа Сен-Мор-де-Фоссе. В 1989 году получила диплом магистра математики в Университете Тулуза-III (Поль-Сабатье), а затем в 2010 году —  диплом инженера по информатике в Национальной консерватории искусств и ремесел. Работала IT-специалистом в компаниях MACIF, Crédit Agricole и ERDF.
В апреле 2016 года она присоединилась к движению «Вперёд!» и активно участвовала в президентской кампании Эмманюэля Макрона. Во время предвыборной кампании она основала свой комитет «Нантские инновации». В июне 2017 года на выборах в Национальное собрание Анн-Франс Брюне стала кандидатом партии «Вперёд, Республика!» по 3-му избирательному округу департамента Атлантическая Луара, в котором с момента его образования в 1988 году неизменно побеждал социалист Жан-Марк Эро, и выиграла выборы с 56,26 % голосов во 2-м туре.
В Национальном собрании Анн-Франс Брюне сначала стала членом комиссии по национальной обороне и вооруженным силам, а затем в январе 2018 года перешла в комиссию по экономическим вопросам, чтобы еще больше внимания уделять проблемам энергетики, особенно актуальным для ее избирательного округа. В июне 2018 года она вошла в Высший совет по энергетике.
В сентябре 2018 года, после назначения Франсуа де Рюжи в правительство, она поддержала кандидатуру Барбары Помпили на пост председателя Национального собрания.
На выборах в Национальное собрание в 2022 году вновь баллотировалась в третьем округе департамента Атлантическая Луара от президентского большинства, но уступила во втором туре кандидату левого блока NUPES Сеголен Амьо.

## Прочее
Осенью 2017 года стало известно, что Анн-Франс Брюне наняла в качестве парламентского помощника Эмманюэль Бушо, бывшего вице-президента Регионального совета Пеи-де-ла-Луар и, кроме того, бывшего компаньона и парламентского помощника Франсуа де Рюжи, что вызвало полемику.
В октябре 2018 года издание Mediacités отмечало значительную ротацию ее парламентских помощников: через год после начала своего депутатского срока она рассталась с пятью своими парламентскими помощниками, трое из которых были уволены в результате выгорания. В то время как ее бывшие сотрудники критикуют ее управленческие качества, она ссылается на «столкновение культур старого и нового мира». 3 мая 2022 года ее бывшая сотрудница подала на Анн-Франс Брюне жалобу на моральные домогательства. Она обвинила депутата в «непрекращающихся телефонных звонках, неоплачиваемых рабочих днях» и даже «публичных унижениях».

## Занимаемые должности
18.06.2017 — 21.06.2022 — депутат Национального собрания Франции от 3-го избирательного округа департамента Атлантическая Луара 